# Канонсберг (Пенсилванија)
Канонсберг (енгл. Canonsburg) град је у америчкој савезној држави Пенсилванија.

## Демографија
По попису из 2010. године број становника је 8.992, што је 385 (4,5%) становника више него 2000. године.
| Група             | 2000.         | 2010.         |
| Белци             | 7.794 (90,6%) | 7.764 (86,3%) |
| Афроамериканци    | 562 (6,5%)    | 686 (7,6%)    |
| Азијати           | 55 (0,6%)     | 94 (1,0%)     |
| Хиспаноамериканци | 62 (0,7%)     | 162 (1,8%)    |
| Укупно            | 8.607         | 8.992         |